# ترایان وویا
تراجان ووجا (انگلیسی: Traian Vuia؛ ۱۷ اوت ۱۸۷۲ – ۳ سپتامبر ۱۹۵۰) یک مخترع و از پیشگامان دانش هوانوردی اهل رومانی بود. او در ۱۸ مارس ۱۹۰۶ میلادی در فرانسه موفق شد نخستین پرواز با یک هواپیمای تک‌باله سنگین‌تر از هوا را بدون کمک خیز (takeoff) انجام دهد.